# ويليام موس
ويليام موس (بالإنجليزية: William Moss)‏ هو فلاح أسترالي، ولد في 9 أكتوبر 1891، وتوفي في 4 يونيو 1971.